# Chotýšany
Chotýšany är en ort i Tjeckien.   Den ligger i regionen Mellersta Böhmen, i den centrala delen av landet, 50 km sydost om huvudstaden Prag. Chotýšany ligger 446 meter över havet och antalet invånare är 463.
Terrängen runt Chotýšany är platt åt sydost, men åt nordväst är den kuperad. Runt Chotýšany är det ganska glesbefolkat, med 38 invånare per kvadratkilometer. Närmaste större samhälle är Vlašim, 7,4 km sydost om Chotýšany. Omgivningarna runt Chotýšany är en mosaik av jordbruksmark och naturlig växtlighet.